# William Levy (Autor)
William Levy (* 10. Januar 1939 in Baltimore, Maryland; † 22. April 2019 in Amsterdam) war ein amerikanischer Schriftsteller, Herausgeber und Radiomoderator.

## Biografie
Levy studierte an der University of Maryland und an der Temple University in Philadelphia. Er lehrte in der Literaturfakultät des Shippensburg State College in Pennsylvania. 1966 verließ er die Vereinigten Staaten, um in Europa zu leben.
In den 1960er und 1970er Jahren war Levy Gründer und Herausgeber etlicher Zeitschriften wie The Insect Trust Gazette, International Times, Suck und The Fanatic. Er war der europäische Herausgeber der amerikanischen Hochglanzmagazine High Times und Penthouse. Levy war auch Mitherausgeber der Amsterdamer Zeitschriften Het Gewicht, Ins & Outs, La Linea und Atom Club.
Levy schrieb für die Magazine Exquisite Corpse und Libido. 1998 erhielt er den „Erotic Oscar“ für seine Beiträge zum Londoner „Sex Maniac’s Ball“.
Zwanzig Jahre lang hatte William Levy als „Dr. Doo Wop“ eine Radiosendung in Amsterdam.

## Werke (Auswahl)
- Playing Tennis with Kafka (englisch)
- Have Rock Will Roll (englisch)
- Confessions of a Failed Dealer (englisch)
- France: Oxygen, a Thirsty (American-in-Paris) Satori (englisch)
- Refugee TV (englisch)
- A Call for Chaos & Beans On Toast, Please! (englisch)
- Poetry and Pensees (englisch)
- Three Poems (englisch)
- Dear George W Bush (englisch)
- The Virgin Sperm Dancer (englisch)
- Rape (englisch)
- Never Knew Never From Less: Secondary Raw Materials of Harry Hoogstraten (englisch)
- ZOCK: The Outlaw Manifesto of the Century (englisch)
- Death of a Gunslinger: An Obituary on Ed Dorn for America (englisch)
- Requiem for Christian Loidl (englisch)
- Fourth and Fifteen & A Poet's Guide to Fashion (englisch)